# Dany Azar
Dany Azar (arabisch داني عازار, DMG Dany Azar; * 19. August 1973 in Sin el-Fil, Libanon) ist ein libanesischer Paläoentomologe, der sich vornehmlich mit Bernsteinfossilien befasst.

## Leben
Azar studierte zunächst an der Libanesischen Universität in Beirut, wo er 1995 einen Master-Abschluss in Tierphysiologie erwarb. Im Jahr 1996 graduierte er zum Master in Molekular- und Zellbiologie mit Spezialisierung auf Humangenetik an der Universität Paul Cézanne Aix-Marseille III. Im Jahr 1997 erhielt er einen Master of Advanced Studies in Genetik, Naturgeschichte und Mechanismen der Evolution an der Universität Pierre und Marie Curie in Paris.
Nach einem Doktoratsstudium ab 1997 wurde er Jahr 2000 unter der Leitung von Michel Solignac mit der Dissertation Les ambres mesozoiques du liban, einer Arbeit über libanesischen Bernstein, an der Universität Paris-Süd promoviert.
Im Jahr 2003 wurde er an der Universität Reims habilitiert. Seit 2003 ist er Professor für Paläoentomologie an der Fakultät für Naturwissenschaften der Libanesischen Universität. Dort leitet er die Forschungsgruppe Advanced Micropalaeontology, Biodiversity and Evolution Researches (AMBER).  Von 2003 bis 2006 arbeitete er am Muséum national d’histoire naturelle und wurde später Gastprofessor am dortigen Laboratoire d’Entomologie.  Von 2007 bis 2010 war er an der American University of Beirut tätig. Im Jahr 2013 arbeitete er als leitender Forscher (Senior Researcher) am französischen Centre national de la recherche scientifique (CNRS). 2016 wurde er Gastprofessor am Institut für Geologie und Paläontologie der Chinesischen Akademie der Wissenschaften in Nanjing.
Azar begann in den 1990er Jahren mit Studien über libanesischen Bernstein und seine Einschlüsse. Seitdem hat er rund 450 fossile Harzfunde im Libanon, in Frankreich, Großbritannien und Spitzbergen (Norwegen) gemacht. Bei den meisten der im Libanon entdeckten Bernsteinfundstellen handelt es sich um Bernstein aus der Unterkreide, aber auch um die ersten Fundstellen mit Bernstein aus der Jurazeit. Darüber hinaus ist er der Entdecker des ersten im Libanon gefundenen Sauropoden.
Azar ist Autor von mehr als 330 wissenschaftlichen Artikeln, hauptsächlich zur Paläoentomologie, die unter anderen in peer-reviewed Fachzeitschriften wie Nature, Scientific Reports, PLOS ONE, Systematic Entomology, The Science of Nature, Palaeontology und Cretaceous Research, veröffentlicht wurden.  Darunter befinden sich die Erstbeschreibungen zu über 200 fossilen Gliederfüßertaxa wie beispielsweise Libanoculex intermedius, der ältesten bisher entdeckten fossilen Stechmücke aus der Unterkreide. Er war neben André Nel Mitherausgeber des Werks Fossil Insects, das 2010 erschien, und neben Michael S. Engel von Insect Evolution in an Amberiferous and Stone Alphabet: Proceedings of the 6th International Congress on Fossil Insects, Arthropods and Amber, das 2013 veröffentlicht wurde. Im Jahr 2018 übersetzte er zusammen mit Sibelle Maksoud Les fossiles du Liban – Mémoire du Temps von Mireille Gayet, Pierre Abi Saad und Olivier Gaudant ins Arabische.
2017 wurde Azar zum Ehrenmitglied der International Amber Association gewählt. Von 2013 bis 2019 war er Präsident der International Palaeoentomological Society (IPS). Daneben ist er Präsident des World Amber Council (WAC) sowie der Palaeontological and Evolutive Lebanese Association (APEL).

## Dedikationsnamen
- Carabus piochardi azari Deuve, 1998
- Megarostrum azari Heie, 2000
- Lebanevania azari Basibuyuk & Rasnitsyn, 2002
- Nymphoblatta azari Vršanský & Grimaldi, 2004
- Mioarge azari Nel, 2004
- Antodicranomyia azari Perrichot, Nel & Krzemiński, 2007
- Tokunagaia azari Doitteau & Nel, 2007
- Lebansegestria azari Wunderlich, 2008
- Oisenodes azari Kirejtshuk, Háva & Nel, 2010
- Cicindela javetii azari Deuve, 2011
- Cretoxyla azari Grimaldi & Cumming, 2011
- Kennedya azari Nel, Bechly, Prokop & Béthoux, 2012
- Azoroneura permiana Nel, Bechly, Prokop & Béthoux, 2012
- Tityus azari Lourenço, 2013
- Milqartis azari Drohojowska & Szwedo, 2015
- Eoacridophagus azari Myskowiak, Garrouste & Nel, 2016
- Belmomantis azari Prokop, Pecharová, Garrouste, Beattie, Chintauan-Marquier & Nel, 2017
- Burmaeshna azari Huang et al., 2017
- Lebanopeza azari Grimaldi, 2018
- Parazygokaratawia azari Huang et al., 2018
- Azarpsocus perreaui Maheu & Nel, 2019
- Macropsontus azari Sánchez-García, Peñalver, Delclòs & Engel, 2019
- Palaeoconis azari Ružičková, Nel & Prokop, 2019
- Burmagrion azari Huang, Nel & Ngô-Muller, 2020
- Cretophengodes azari Li, Kundrata, Tihelka & Cai, 2021
- Pacyclaxyra azari Tihelka et al., 2021
- Theiatitan azari Schubnel, Roques & Nel, 2021